# Glyphensonde
Glyphensonden (engl. glyph probes) sind in der wissenschaftlichen Visualisierung eine Methode, um hochdimensionale Daten der Strömungslehre – genauer gesagt Diffusionstensorfelder – bildlich darzustellen.

## Idee
Ein Diffusionstensorfeld gibt für jeden Punkt eines Raumes einen Vektor an. Dieser beschreibt, in welche Richtung sich ein Partikel von diesem Punkt aus bewegen würde. Die Länge des Vektors gibt dabei an, wie stark der Partikel dabei beschleunigt würde. 
Da sich an jedem Punkt des dreidimensionalen Raumes ein dreidimensionaler Vektor findet, gilt es insgesamt, sechsdimensionale Datensätze bildlich darzustellen. Willem C. de Leeuw und Jarke J. van Wijk stellten dafür 1993 das Prinzip der Glyphensonde vor. Die Glyphensonde wird an einem Punkt in den Raum eingeblendet und stellt über ihre verschiedenen geometrischen Einzelteile Größen wie Teilchenbahn, Tangentialbeschleunigung und Scherkraft an diesem Punkt dar.